# Los Dos y Compañeros

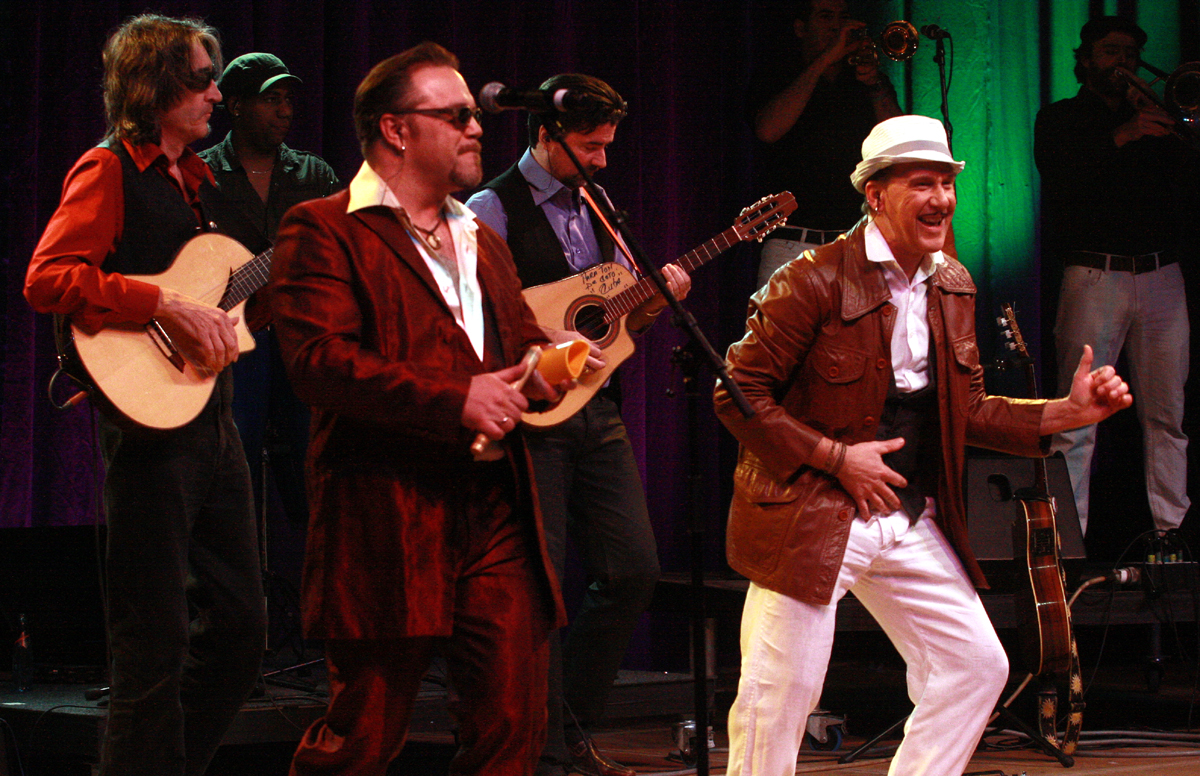
Los Dos Y Companeros aus Amberg in Freiburg (2013)

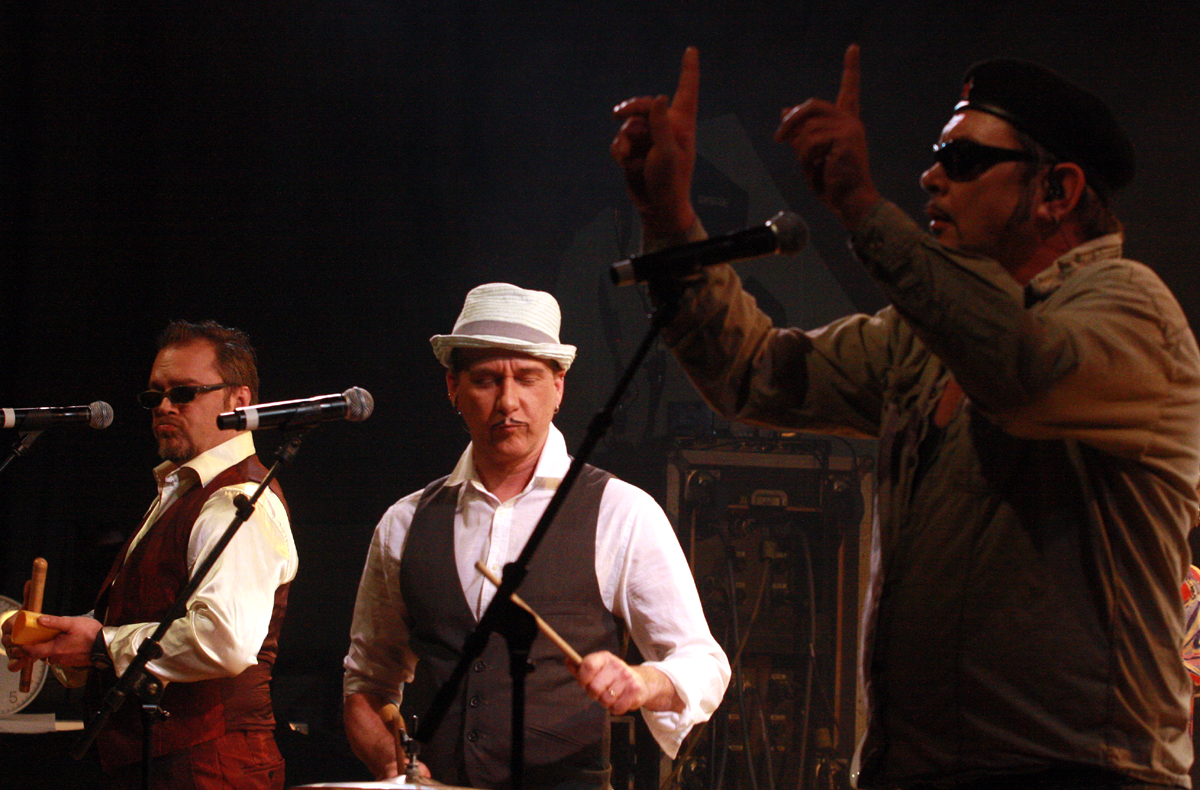
Los Dos Y Companeros (2013)

Los Dos y Compañeros ist eine Salsagruppe aus Amberg, die in oberpfälzischer Mundart singt.

## Geschichte
Los Dos y Compañeros wurde 1996 von Michael Deiml alias Don Michon und Walter Tröster alias Don Macson in Amberg gegründet. Ausschlaggebend für die Gründung war neben einem Kuba-Besuch Walter Trösters, der daraufhin kubanische Musik machen wollte, ein Wettbewerb der Radiosendung Zündfunk in diesem Jahr, in dem es galt, das Zitat „Ich möchte Musik machen können“ (Rainer Werner Fassbinder) zu vertonen. Deshalb lautete eine Zeile in ihrem ersten Lied auch: „Rumba, Mambo, Salsa, Chachacha i mecht Musik machä kenaa“. Da der nordbairische Dialekt gut auf die kubanische Musik zu passen schien und die beiden sowieso etwas Innovatives machen wollten, wurde beschlossen, die Texte in Dialekt zu schreiben.

## Name
Der Name Los Dos y Compañeros bedeutet auf Deutsch so viel wie „Die Zwei und ihre Kameraden“. Mit ‚den Zwei‘ sind die zwei Bandgründer Michael Deiml und Walter Tröster gemeint. Auffällig ist auch die Ähnlichkeit mit dem bairischen „los des“, in Standarddeutsch „lass das“.

## Bandmitglieder
Die anderen Bandmitglieder wurden durch Kontakte zu früheren Bands der Bandgründer und deren persönliche Beziehungen dazugewonnen. Sämtliche Mitglieder legten sich Künstlernamen zu, die zum einen an lateinamerikanische und damit spanische und portugiesische Namen erinnern sollen, aber auch Bezug zur Rolle in der Band oder ihrem Musikinstrument haben. Der Name von Michael Deiml „Don Michon“ stammt von einem Amerikaner, der seinen Namen immer als „Mischon“ aussprach. Das „Don“ davor bedeutet einfach nur „Herr“. Andere Namen sind reine Fantasienamen.
Bis Mitte 2010 bestanden Los Dos y Compañeros aus zwölf Musikern, bis Oliver Allwardt und Rainer Berneth die Band verließen und Claus Mager neu hinzustieß. Die aktuelle Besetzung besteht aus folgenden elf Musikern: El Capitan (Tom Kramer) an der Gitarre und als Manager der Band, Don Macson (Walter Tröster), Don Michon (Michael Deiml), und El Mäxcito (Mäx Braun) als Sänger bzw. als Kleinpercussionist, Norberto! (Norbert Münnich) am Bass, Nacho (Viktor Ariel Diaz-Abreu) als Trompeter, Pedro Real (Peter König) an der Posaune, Carlos Lopez (Carlos Lopez), der einzige richtige Spanier, geboren in Madrid, an der Gitarre und José de la Vida (Werner Wiesmeth) am Piano. Die Rhythmusfraktion besteht neben den drei Sängern aus Pocho (Alfredo Rosales) an den Latindrums/Timbales und Isan Torres an den Congas.

## Liedertexte
Die Texte ihrer Lieder handeln oft von realen Begebenheiten aus dem Leben, wie zum Beispiel dem Wiedersehen mit einer alten Freundin in „Hey Anne“, von Dingen, die den Bandmitgliedern passiert sind, die ihnen gefallen haben oder sie einfach beeinflusst haben. Neben Liedern über die Beziehung zu Frauen werden auch die Verwandtschaft, die Freunde oder die Annehmlichkeiten und Widrigkeiten des täglichen oberpfälzischen Lebens besungen.

## Kommerzielle Ausrichtung
Die Band sträubt sich gegen die kommerzielle und massentaugliche Musik und die Ausbeutung talentierter Musiker durch die von ihnen so genannte Fic-Musik.  Damit sind moderne Plattenfirmen und Produzenten gemeint, die junge, talentierte Musiker nur solange unter Vertrag nehmen, wie diese Geld einbringen und erfolgreich sind, und sie danach einfach ihrem Schicksal überlassen. Los Dos y Compañeros wollen sich nicht in dieses Schema einfügen und tun es auch nicht, da sie weit abseits der Mainstreammusik agieren.

## Die Musik
Bei mehreren Konzerten in den Jahren 2010 und 2011 trat Luis Frank zusammen mit der Band auf.

## Diskographie
- Wou hanna döi (2002)
- Oda so (2004)
- Bootleg! (2006)
- Kula Sack (2009)
- Salsa Guerrilleros (2012)
- Mir woll'n Bewegung (2017)